# Ernestina de Champourcín
Ernestina Michels de Champourcin y Morán de Loredo (Vitoria, 10 de julio de 1905-Madrid, 27 de marzo de 1999) fue una poeta española de la Generación del 27. Formó parte del grupo de Las Sinsombrero.

## Trayectoria vital y literaria

### Primeros años y formación
Ernestina Michels de Champourcin y Morán de Loredo nació en la calle del Paseo de San Francisco en Vitoria el 10 de julio de 1905, en una familia católica y tradicionalista, que le ofreció una esmerada educación (en la que se refuerza el conocimiento y uso de diferentes lenguas) en un ambiente familiar, culto y aristocrático, junto a sus hermanos.
Su padre era el abogado de ideas monárquicas, de inclinación liberal-conservadora, Antonio Michels de Champourcin y Tafarrell. Poseía el título de barón de Champourcin, lo que atestiguaba que la familia paterna provenía de la Provenza francesa. Por su parte, Ernestina Morán de Loredo y Castellanos, como se llamaba su madre, nació en Montevideo, y era la única hija de un militar, asturiano de ascendencia, con quien viajó frecuentemente a Europa.
Alrededor de los diez años, se trasladó, junto con el resto de la familia a Madrid, donde fue matriculada en el Colegio del Sagrado Corazón, y recibió preparación por profesores particulares; se examinó como alumna libre de bachillerato en el Instituto Cardenal Cisneros. Su deseo de estudiar en la Universidad se vio truncado debido en parte a la oposición de su padre, pese al apoyo de su madre, dispuesta a acompañarla a las clases, para cumplir con la norma existente para las mujeres menores de edad.
Su conocimiento del francés y del inglés, y su creatividad, la llevaron a comenzar desde muy joven a escribir poesía en francés, que ella misma destruyó al plantearse seriamente una vocación literaria. Su amor a la lectura y el ambiente culto familiar la pusieron en contacto con los grandes de la literatura universal desde muy pequeña, creciendo con los libros de Víctor Hugo, Lamartine, Musset, Alfred de Vigny, Maurice Maeterlinck, Verlaine y de grandes místicos castellanos, como San Juan de la Cruz y Santa Teresa de Jesús. Más tarde leyó a Valle-Inclán, Rubén Darío, Concha Espina, Amado Nervo y, sobre todo, Juan Ramón Jiménez. La figura de Juan Ramón Jiménez tiene una importancia vital en el desarrollo de Ernestina como poetisa, y de hecho, ella siempre lo consideró como su maestro.

### Pertenencia a las Vanguardias
Como la gran mayoría de representantes de su generación, los primeros testimonios de su obra poética son poemas sueltos publicados a partir de 1923 en diversas revistas de la época, tales como Manantial, Cartagena Ilustrada o La Libertad. En 1926 María de Maeztu y Concha Méndez fundaron el Lyceum Club Femenino, proponiéndose con ello concienciar a la unidad entre las mujeres, a fin de que se ayudasen en la lucha por intervenir en los problemas culturales y sociales de su tiempo. Este proyecto interesó a Champourcín, que se involucró en él, encargándose de todo lo relativo a la literatura.
En ese mismo año Ernestina publicó en Madrid su obra En silencio y le envió a Juan Ramón un ejemplar esperando el juicio y crítica del poeta a su primera obra. Pese a no recibir ninguna contestación, su camino se cruzó con el del admirado poeta y su mujer, Zenobia Camprubí, en La Granja de San Ildefonso. A partir de este casual encuentro surgió entre ambos una amistad que la llevó a considerarlo su mentor, al igual que les sucedió a sus compañeros de generación. Fue así como entró en contacto con algunos de los integrantes de la Generación del 27: Rafael Alberti, Federico García Lorca, Luis Cernuda, Jorge Guillén, Pedro Salinas y Vicente Aleixandre. Y además, debe a su mentor conocer la poesía inglesa clásica y moderna: Keats, Shelley, Blake, Yeats.
A partir de 1927, Ernestina comienza una etapa en la que publica en los periódicos (en especial en el Heraldo de Madrid y La Época) casi exclusivamente crítica literaria. En estos artículos publicados antes de la guerra civil trata cuestiones como la naturaleza de la poesía pura y la estética de la «poesía nueva» que trabajaban los jóvenes del 27, grupo del que ella se sentía integrante al compartir la misma concepción de la poesía. Publica sus primeros libros en Madrid: En silencio (1926), Ahora (1928), La voz en el viento (1931), Cántico inútil (1936), lo cual la hace ser conocida en el mundo literario de la capital. Se puede descubrir una evolución en su obra desde un Modernismo inicial a la sombra de Juan Ramón Jiménez a una poesía más personal marcada por la temática amorosa envuelta en una rica sensualidad. Fue seleccionada por Gerardo Diego para su Antología de 1934, junto a Josefina de la Torre, siendo las únicas mujeres.
Mantuvo una intensa correspondencia con la poeta Carmen Conde, prácticamente ininterrumpida desde enero de 1928 hasta 1930. A partir de ese año, las cartas se fueron distanciando aunque la mantuvieron hasta los años ochenta. Sin embargo, por circunstancias diversas, se conservan sobre todo las cartas de Champourcín a Conde.
En 1930, mientras realiza actividades en el Lyceum Femenino, al igual que otras intelectuales de la República, conoce a Juan José Domenchina, poeta y secretario personal de Manuel Azaña, con quien contraerá matrimonio el 6 de noviembre de 1936.
Poco antes del golpe de Estado de 1936 Ernestina publicó la que sería su única novela, La casa de enfrente, ya que aparte de esta solo escribió fragmentos de una novela inconclusa, Mientras allí se muere, en la que narra las vivencias experimentadas en su trabajo de enfermera durante la guerra civil. Los acontecimientos políticos que sucedieron justifican que su difusión quedara eclipsada. No obstante, esta obra representa un importante hito en la literatura escrita por mujeres, pues en ella la autora realiza, a través de una narradora-protagonista, un análisis sobre la crianza, educación y socialización de las niñas burguesas en las primeras décadas del pasado siglo XX. Esta obra permite considerar a Ernestina de Champourcin como moderadamente feminista.

### Guerra civil y exilio
Durante la Guerra Civil, Juan Ramón y su esposa, Zenobia, preocupados por los niños huérfanos o abandonados, fundaron una especie de comité denominado "Protección de Menores". Ernestina se les unió en calidad de enfermera, pero debido a ciertos problemas con algunos milicianos tuvo que dejarlo y entrar como auxiliar de enfermera en el hospital regentado por Dolores Azaña.
Una de las consecuencias del trabajo de su marido Juan José, como secretario político de Azaña, fue que el matrimonio tuvo que abandonar Madrid, iniciando un periplo que les llevó a Valencia, Barcelona y Francia, donde estuvieron en Toulouse y París, hasta que, finalmente, en 1939, fueron invitados por el diplomático y escritor mexicano Alfonso Reyes Ochoa, fundador y director de La Casa de España en México, convirtiendo este país en el lugar definitivo de su exilio.
Pese a que en un primer momento Ernestina escribió numerosos versos para revistas como Romance y Rueca, su actividad creativa se redujo ante las necesidades económicas que le hicieron centrar su actividad en su trabajo de traductora para el Fondo de Cultura Económica y de intérprete para la Asociación de Personal Técnico de Conferencias Internacionales.
Su etapa en México es una de las más fecundas; publicó Presencia a oscuras (1952), Cárcel de los sentidos (1960) y El nombre que me diste (1960). En los años 50 conoce el Opus Dei y colabora en actividades de promoción social en un barrio marginal; poco después solicitó la admisión en esa institución de la Iglesia.
Su mentor Juan Ramón Jiménez trabajaba como agregado cultural en la embajada española en Estados Unidos y otros componentes del grupo del 27 se exiliaron también a América como fue el caso, entre otros, de Emilio Prados y Luis Cernuda. Pese a todo el cambio no fue fácil. El matrimonio no tuvo hijos, y sobrellevaron de forma muy distinta el desgajamiento de sus raíces. Mientras Juan José Domenchina no llevó bien su nueva vida como exiliado y murió en 1959, ella llegó a tener fuertes sentimientos de arraigo con esta su nueva “patria”. Es en este momento cuando la religiosidad vivida durante su niñez se agudiza, dando a su obra un misticismo desconocido hasta el momento. Publica Hai-kais espirituales (1967), Cartas cerradas (1968) y Poemas del ser y del estar (1972).

### Regreso y «segundo exilio»
En 1972 Ernestina regresó a España. La vuelta no fue fácil y tuvo que vivir un nuevo período de adaptación a su propio país, experiencia que hizo surgir en ella sentimientos que reflejó en obras como Primer exilio (1978). Los sentimientos de soledad y de vejez y una invasión de recuerdos de los lugares en los que había estado y las personas con las que había vivido fueron inundando cada uno de sus posteriores poemarios: La pared transparente (1984), Huyeron todas las islas (1988), Los encuentros frustrados (1991), Del vacío y sus dones (1993) y Presencia del pasado (1996).
La obra titulada La ardilla y la rosa (Juan Ramón en mi memoria) (1981) es una selección comentada de su correspondencia con Zenobia, realizada por Ernestina y publicada por la editorial de la Fundación Zenobia-Juan Ramón Jiménez que la tituló Los libros de Fausto; Zenobia a su vez, publicó un pequeño y revelador libro, titulado Vivir con Juan Ramón que condensa páginas de su “Diario” de 1916 y su texto “Juan Ramón y yo“.
Murió en Madrid el 27 de marzo de 1999.

## Análisis de su obra
La poesía de Ernestina de Champourcín es profunda y ligera, suave y contundente: melodiosa. Los versos de Ernestina, son de fácil y agradable lectura, y en ellos supo expresar certeramente la intensa hondura de su alma. Esto hace que su temática sea muy distinta a la de algunos de sus contemporáneos.
En parte de su obra se rememora la poesía de los grandes místicos españoles: Santa Teresa y San Juan de la Cruz; así como la obra de Juan Ramón Jiménez. De hecho, en Presencia a oscuras (1952) utiliza sonetos, décimas, romances y otras estrofas tradicionales de la poesía barroca.
Es muy habitual al hablar de Ernestina de Champourcin como poeta de la Generación del 27, hacer recaer la atención sobre todo en su obra anterior a la guerra. Lo cual lleva inmediatamente a comentar, la radicalidad del cambio, que se produjo en la autora durante el exilio, que la lleva hacia la poesía religiosa. Pero, en cambio, pocas veces se habla de su última poesía, de la que escribió al regresar a España en la que, para algunos autores, está lo mejor de su obra, ya que se trata de una poesía en la que se conjuga la contemplación retrospectiva, la memoria, sin dejar de tener una mirada hacia el futuro afrontado con la lucidez y la valentía de quien se acerca a la muerte.

### Etapas en su poesía

#### Primera etapa: poesía del amor humano
Los expertos consideran que en la obra de Ernestina se pueden ver tres etapas, dos de ellas muy claras. Una primera etapa, la de la poesía del amor humano, que abarca los cuatro libros publicados con anterioridad a la guerra civil: desde En silencio (1926) hasta Cántico inútil (1936), en los que la autora evoluciona pasando de unos orígenes que podrían calificarse de tardorrománticos y modernistas a una “poesía pura” muy próxima a la de Juan Ramón Jiménez.

#### Segunda etapa: poesía del amor divino
Esta etapa, que se separaría de la anterior por un período de nula producción poética en los primeros momentos del exilio en México, debidos a la necesidad de mantener una actividad remunerada económicamente, podría denominarse la de la poesía del amor divino (1936-1974). Se inicia con Presencia a oscuras (1952) obra que supone un nuevo tiempo en su poesía. La temática pasa a centrarse del amor humano al amor divino. Se puede ver que la protagonista de obras como El nombre que me diste... (1960), Cárcel (1964), Hai-kais espirituales (1967), Cartas cerradas (1968) y Poemas del ser y del estar (1972), tiene una profunda inquietud religiosa.

#### Tercera etapa: poesía del amor sentido
Esta puede llamarse la de la poesía del amor sentido (1974-1991): Es la que se inicia con la vuelta del exilio, momento en el que surgen nuevas inquietudes en Champourcín: ser capaz de volver a adaptarse a su nueva situación, reencontrarse con lugares al tiempo conocidos e irreconocibles, que se caracteriza por la evocación de tiempos y lugares. Los libros finales, como Huyeron todas las islas (1988), son una recapitulación y un epílogo de una poesía que es a la vez intimista y trascendente.

## Reconocimiento
Para Emilio Lamo de Espinosa (catedrático de Sociología de la Universidad Complutense y sobrino de Ernestina de Champourcin) una de las razones del silencio sobre la obra de esta gran literata española es debido a su mística. Para este autor, el intimismo de su obra y el creciente peso de la poesía religiosa hizo que no se le tuviera en cuenta ni su gran labor social, ni su compromiso a la causa republicana, ni sus actividades en pro del reconocimiento de los derechos de las mujeres a ser tratadas al igual que sus compañeros hombres. Y así lo hizo constar en un homenaje que se le hizo a la poeta en la Residencia de Estudiantes en 2005, año del centenario del nacimiento de Ernestina.
Podría afirmarse que Ernestina ha padecido la mala suerte de las «terceras vías», al no acabar de estar claramente ni en la derecha ni en la izquierda, un poco como le ocurre, salvando las distancias, al propio Ortega y Gasset, rechazado por unos por ateo y por los otros porque era elitista, acusado al tiempo de ser de derechas y de ser de izquierdas. También considera Emilio Lamo de Espinosa que la posición de Ernestina se debe fundamentalmente al carácter de la propia autora, de su independencia de criterio total y rotunda, salvaje, casi asocial, y al tiempo de su voluntad de no ser tipificada, categorizada, cosificada.
Pese a poder considerar a Ernestina de Champourcin como la única mujer que realmente estuvo en una situación de igualdad con el resto de los poetas hoy llamados de 27, su reconocimiento en España no se produjo hasta 1989 en que se le concedió el Premio Euskadi de Literatura en castellano en su modalidad de Poesía.

### Premios
- Premio Euskadi de Literatura en castellano en su modalidad de Poesía (1989)
- Premio Mujeres Progresistas (1991)
- Nominación al Premio Príncipe de Asturias de las Letras en 1992
- Medalla al Mérito Artístico del Ayuntamiento de Madrid en 1997.[2][14]

## Ernestina de Champourcín y el feminismo
El Grupo de Investigación en historia reciente de la Universidad de Navarra (GIHRE) convoca el Premio Ernestina de Champourcin para promover estudios sobre la mujer.
Podría calificarse a Ernestina de Champourcín como feminista, entendiendo como tal la persona que vive una constante preocupación por que se reconociera el valor de la mujer en el mundo cultural e intelectual. Es por ello por lo que su labor a favor del feminismo así entendido fue constante desde muy joven y hasta el final de sus fuerzas.
Para autores como José Ángel Ascunce, Ernestina de Champourcín luchó en todo momento por la dignidad de la mujer, y esta opinión la refleja en su libro Poesía a través del tiempo.
De todos modos, la propia autora en una entrevista que le realizó Edith Checa (periodista, locutora y redactora departamento de radio UNED) en 1997 niega rotundamente que se la pueda calificar como feminista en el sentido general que se da a este término. Ella solo se consideraba una poeta.
Tuvo un interés propio por escribir poesía de la misma categoría que la de los hombres, además colaboró en periódicos buscando explícitamente que no fuera en páginas dedicadas en exclusiva a mujeres (sección en la que se solían publicar las colaboraciones de las mujeres), y demostró gran audacia a la hora de reseñar los trabajos de los poetas. De hecho, la visión de la mujer que refleja en sus poemas es llamativa, con mujeres activas, que toman iniciativa, que no se dejan llevar, que tratan de ser dueñas de sus vidas.
Su activismo le llevó a colaborar desde 1926 en el Lyceum Club Femenino que impulsó María de Maeztu, la primera asociación femenina española cuyo fin era, según sus estatutos, «defender los intereses morales y materiales de la mujer, admitiendo, encauzando y desarrollando todas aquellas iniciativas y actividades de índole exclusivamente económica, benéfica, artística, científica y literaria que redunden en su beneficio». Más tarde, durante su época en el exilio en México, promovió las actividades culturales y formativas entre las mujeres indígenas que vivían en el Distrito Federal, y animó a algunas mujeres intelectuales de allí a poner en marcha sus propias asociaciones y revistas literarias. Prestó gran apoyo y consejo, desde finales de los años 20 hasta el final de su vida, a todas aquellas mujeres que acudían a ella al querer dedicarse a la poesía. Ernestina las invitaba no sólo a escribir, sino también a darse a conocer, involucrarse en la vida cultural, etc.
La atención casi exclusiva que le dedicó a su marido en los últimos años de su vida, y el giro hacia una religiosidad más profunda en su madurez, hizo que algunos autores lo consideraran como un retroceso con respecto a los ideales por los que había luchado hasta entonces. Para Ernestina, en cambio, todo esto era el fruto lógico de su capacidad de decisión como mujer y de su entrega hacia aquello en lo que creía. Así, el profundo amor que sentía por su marido le llevó a cuidar de él cuando la necesitaba, en unos años en los que la angustia por la situación política española y la pena de no poder volver a su patria anclaron a Juan José en una profunda desesperanza. Por su parte, con la poesía religiosa, Ernestina plantea su redescubrimiento de Dios como algo liberador, que llena de sentido y de plenitud su vida cotidiana y que le hace sentir necesidad de escribir nuevamente tras unos años de silencio poético.